# Jules-Henri Vernoy de Saint-Georges

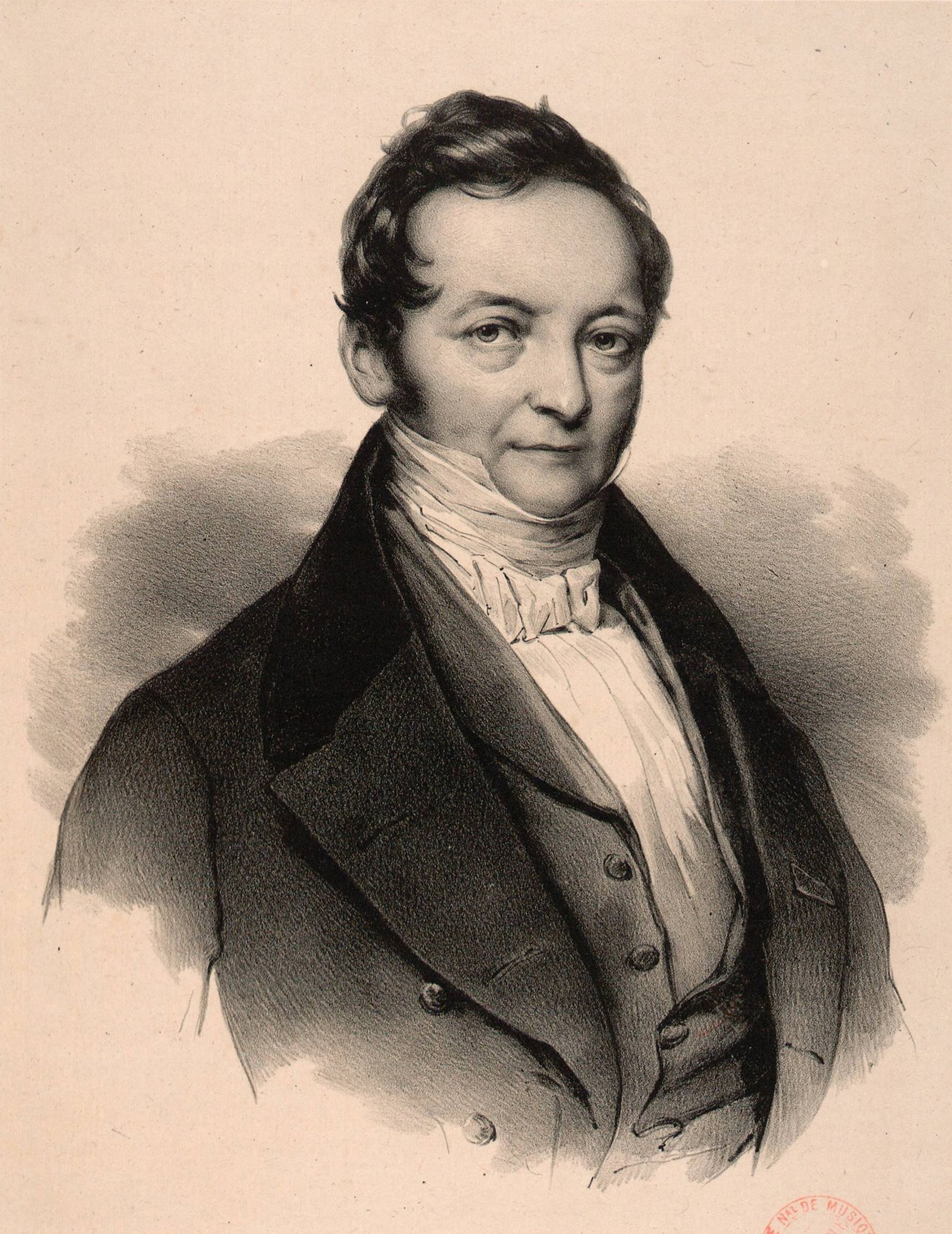
Jules-Henri Vernoy de Saint-Georges

Jules-Henri Vernoy de Saint-Georges (* 7. November 1799 in Paris; † 23. Dezember 1875 in Paris) war ein französischer Dramatiker und überaus produktiver Librettist. 1829 wurde er Intendant der Pariser Opéra-Comique.
Sein erstes Werk, Saint-Louis ou les deux dîners (1823), eine comédie en vaudeville, entstand in Zusammenarbeit mit Alexandre Tardif. Zu seinen berühmtesten Libretti gehören das Ballett Giselle (mit Théophile Gautier) (1841), die Oper L’éclair (1835) für Fromental Halévy, die Oper La fille du régiment (mit Jean-François Bayard) (1840) für Donizetti und die Oper La jolie fille de Perth für Georges Bizet.
Fast alle Opernlibretti waren für komische Opern, wenn auch La reine de Chypre (1841) eine große Oper für Fromental Halévy war. Sehr erfolgreich war die Grand Opéra Pierre de Médicis (1860), deren Libretto er in Zusammenarbeit mit Émilien Pacini für Józef Poniatowski verfasste. Insgesamt schrieb Saint-Georges über 70 Theaterlibretti in Zusammenarbeit mit Eugène Scribe und anderen Verfassern. 1861 schrieb er das auf Théophile Gautiers Roman de la Momie basierende Libretto zu dem Grand Ballet La Fille du Pharaon von Marius Petipa und Cesare Pugni. Außerdem schrieb er Romane, darunter Un Mariage de prince (deutsch: Heirat eines Prinzen).
Saint-Georges erscheint altmodisch in seinem dramatischen Ansatz: typischerweise abhängig von unwahrscheinlichen Zufällen und unerwarteten Wendungen in der Handlung. Er bewahrte eine persönliche Vorliebe für Mode und Sitten des 18. Jahrhunderts.